# Grande Prêmio da Coreia do Sul de 2012
O Grande Prêmio da Coreia do Sul de 2012  foi a décima sexta corrida da temporada de 2012 da Fórmula 1. A prova foi disputada no dia 14 de outubro no Korean International Circuit, Yeongam, Coreia do Sul, e teve como vencedor o alemão Sebastian Vettel, que com a vitória assumiu a liderança do mundial.

## Relatório

### Classificatório
Q1 — primeira parte

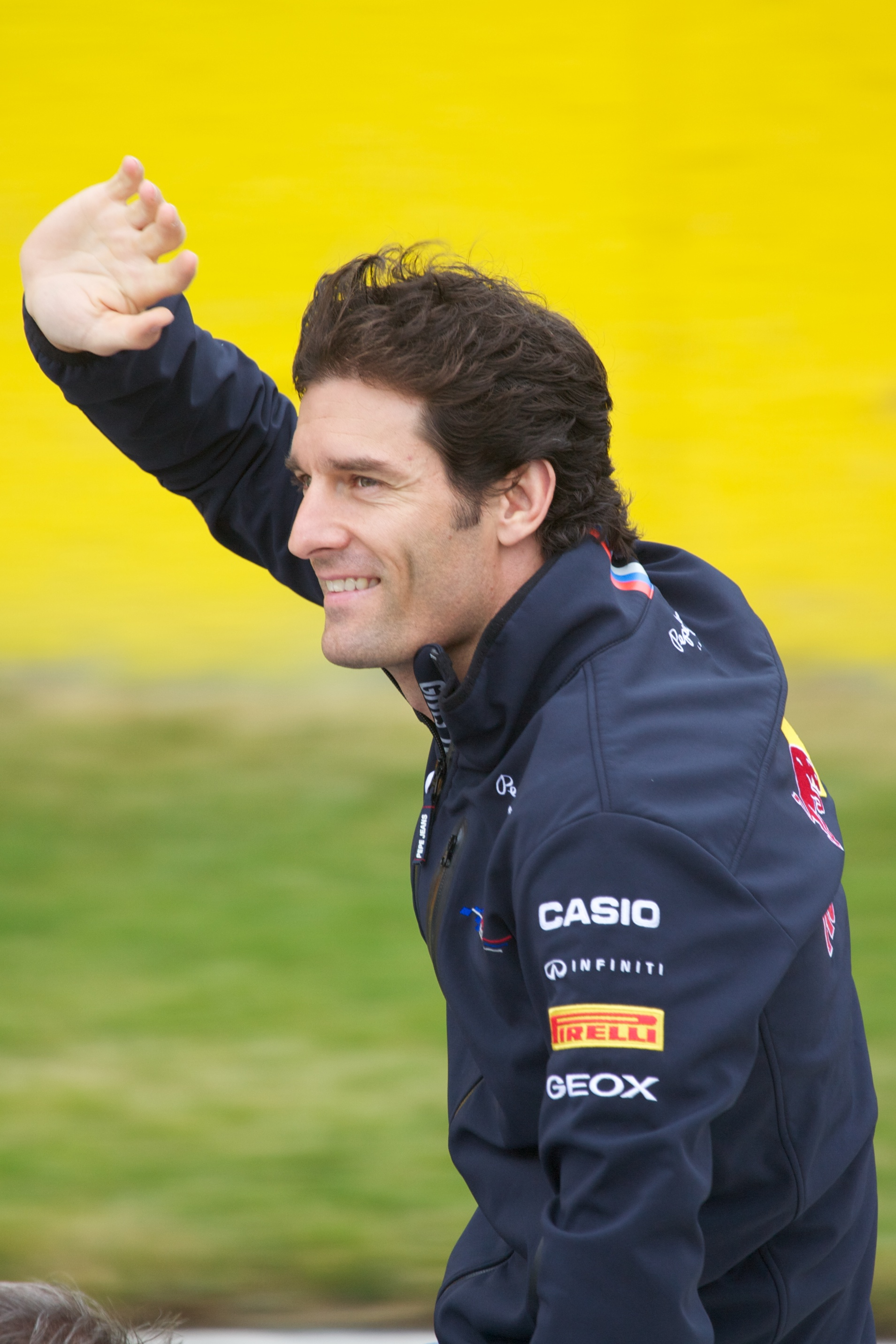
Webber foi o pole position.

O treino teve início no horário previsto com tempo seco. Cinco minutos se passavam, o venezuelano Maldonado era o melhor entre os poucos pilotos que estavam na pista. Três minutos depois o espanhol Alonso assumiu a liderança, com o tempo de 1m38s543mil. Logo após, o brasileiro Massa foi meio segundo mais rápido e assumiu a primeira posição, que logo foi perdida para Räikkönen.
Restando seis minutos para o fim da primeira parte, o alemão Vettel foi para a pista, acompanhado de seu companheiro de equipe Webber. Vettel assumiu a liderança com o tempo de 1m38s208mil, com Webber em segundo, posição que ele logo perdeu para Button. Enquanto isso o brasileiro Senna que estava na 19ª posição, saía dos boxes para tentar garantir um lugar no Q2.
Entre os ameaçados no fim da primeira parte estavam Schumacher, que depois fez o oitavo tempo, Alonso que ficou apenas na 16ª posição, e Senna, que recolheu para os boxes, ficando em 18º, sendo eliminado pela segunda vez no Q1. Junto dele foram eliminados Petrov, Kovalainen, Pic, Glock, De la Rosa e Karthikeyan, que sequer foi para a pista. O mais rápido foi Vettel.
Q2 — segunda parte
Passado novamente cinco minutos após o início da segunda parte, os pilotos começavam a sair para marcar tempo com pneus super macios. Os pilotos da Sauber foram os primeiros a marcar tempo, com Kobayashi na frente. Na sequência o australiano Webber foi o mais veloz com o tempo de 1m38s220mil. Mas Alonso e Vettel entraram na casa de 1m37s e foram mais rápidos. O brasileiro Massa ficou na 4ª colocação com 1m38s253mil, mas ele e Webber perderam posição para Hamilton, que ficou em terceiro.
Todos os carros estavam no box, quando faltando apenas um minuto para o fim da segunda sessão, todos os pilotos, menos Vettel, foram para a pista marcar tempo. Hulkenberg estava entre os ameaçados, porém ele conseguiu marcar o 7º tempo. Pérez também, mas perdeu seu lugar, pois Rosberg e Räikkönen fizeram o sétimo e o quinto tempo. Button ficou em 11º e não conseguiu avançar para o 3.
O mais veloz foi o alemão Vettel, com o tempo de 1m37s767mil. E os eliminados foram: Button, Perez, Kobayashi, Di Resta, Maldonado, Ricciardo e Vergne. Ricciardo deixou seu carro na pista, causando bandeira amarela no local, que foi ignorada por vários pilotos.
Q3 — terceira parte
Logo no início todos os carros foram para a pista. Na primeira rodada de tempos Vettel marcou 1m37s316mil, três décimos mais rápido que Alonso, segundo colocado. Webber ficou em terceiro, com Massa em quarto e Hamilton em quinto lugar. Já Schumacher, Rosberg e Hulkenberg foram para a pista mas não marcaram tempo.
Na segunda rodada de tempos o australiano Webber foi o mais rápido e assumiu a ponta com 1m37s242mil. Hamilton marcou o terceiro tempo, Alonso o quarto e Räikkönen o quinto. Com isso, o brasileiro Felipe Massa caiu para a sexta colocação. O último a cruzar a linha foi Vettel, que não conseguiu melhorar o tempo de sua primeira volta, ficando em 2º.
Sendo assim, Mark Webber conquistou a sua 11ª pole position da carreira. E é a segunda “dobradinha” consecutiva da Red Bull nesta temporada.

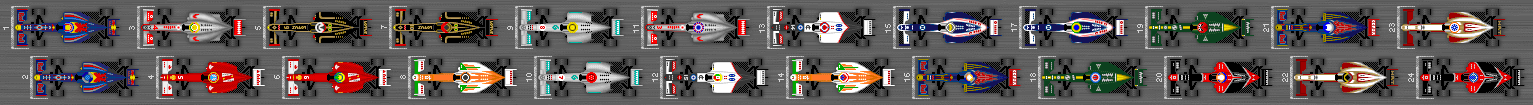
Grid de largada para a corrida.

### Corrida

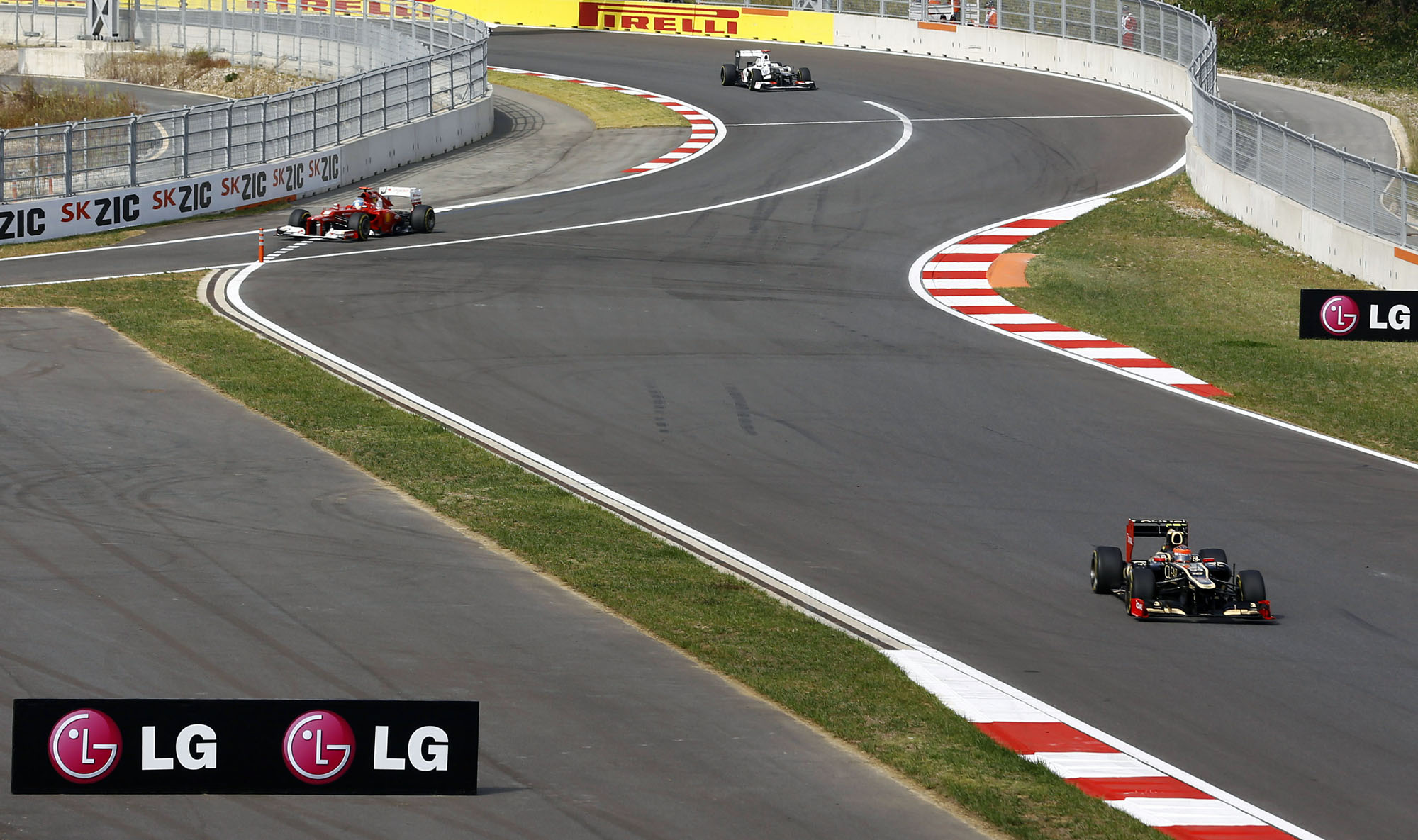
Fernando Alonso entra nos boxes, na pista Romain Grosjean a frente de Sergio Pérez.

O GP da Coreia começou com uma largada bem agitada. O alemão Vettel, tomou a liderança de Webber logo na primeira curva. O espanhol Alonso ultrapassou Hamilton, assumindo a terceira posição. Alonso ainda atacou Webber, porém não conseguiu ultrapassá-lo.
No meio do pelotão, o japonês Kobayashi colidiu com o carro do inglês Button, que abandonou a prova, assim como Rosberg, que foi tocado na largada. Mais a frente, o brasileiro Massa ultrapassou o finlandês Räikkönen, ficando na quinta colocação.
Na volta 14 iniciaram-se os trabalhos nos boxes, com Hamilton, Hulkenberg, Grosjean, Schumacher, Vergne e Kovalainen, Na sequência foram Webber, Massa e Räikkönen e na volta seguinte foram Vettel e Alonso, que voltou em terceiro com Hamilton e Perez no encalço. Mas o mexicano ainda não havia parado, e foi ultrapassado por Hamilton, Massa e Räikkönen, e logo foi para o pit.

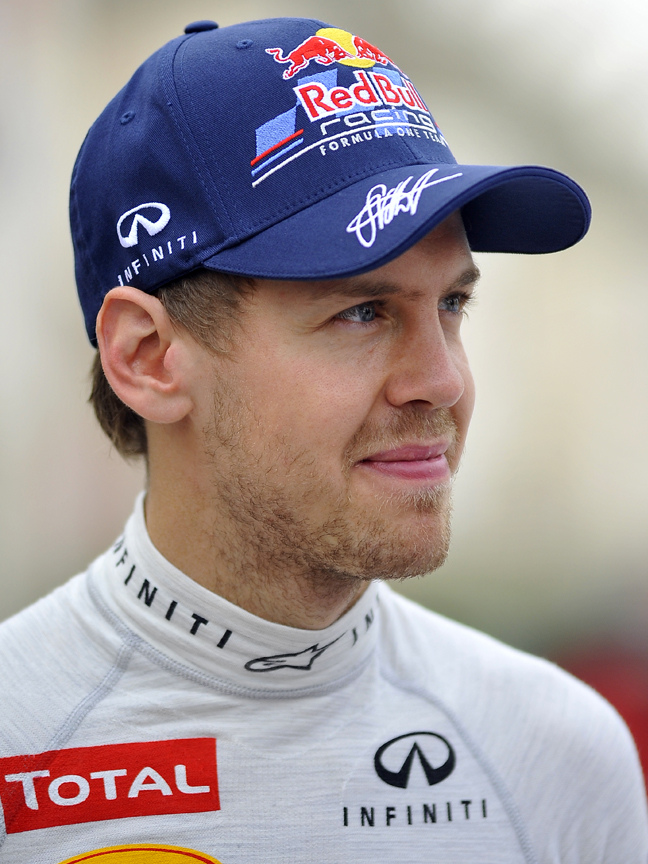
Vettel foi o vencedor da prova.

Na volta 21 Massa foi para cima de Hamilton, ultrapassando-o, e ficando com a quarta posição. Hamilton teve problemas com os pneus, sendo atacado por Räikkönen, que chegou a ultrapassá-lo, mas perdeu a posição na curva seguinte. Hamilton manteve a posição até parar nos boxes na volta 27.
Na parte final da prova, Massa era muito mais rápido que Alonso, seu companheiro de equipe. Mas a Ferrari chegou a pedir claramente pelo rádio que Massa não se aproximasse de Alonso, o que fez com que o brasileiro "tirasse o pé" em algumas voltas.
O inglês Hamilton estava em 10º lugar disputando a 9ª e 8ª posições com os carros da Toro Rosso, quando um pedaço de grama artificial prendeu em seu carro, fazendo com que ele perdesse muito tempo.
Vettel cruzou a linha de chegada na primeira posição de forma tranquila, seguido de Webber, e Alonso. Com a vitória, faltando quatro provas para o término da temporada, o piloto alemão assumiu pela segunda vez no ano a liderança do campeonato.
A bandeirada final foi dada pelo rapper PSY.

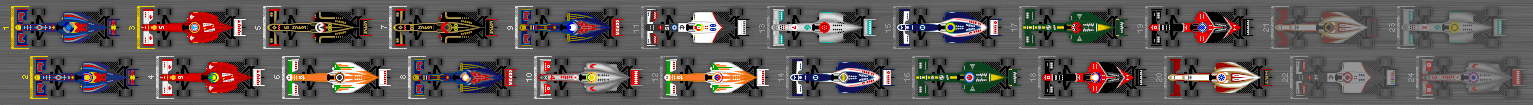
Resultado da corrida.

## Resultados

### Treino classificatório
| Pos                  | Nº | Piloto              | Equipe               | Q1        | Q2       | Q3       | voltas |
| -------------------- | -- | ------------------- | -------------------- | --------- | -------- | -------- | ------ |
| 1                    | 2  | Mark Webber         | Red Bull-Renault     | 1:38.397  | 1:38.220 | 1:37.242 | 17     |
| 2                    | 1  | Sebastian Vettel    | Red Bull-Renault     | 1:38.208  | 1:37.767 | 1:37.316 | 13     |
| 3                    | 4  | Lewis Hamilton      | McLaren-Mercedes     | 1:39.180  | 1:38.000 | 1:37.469 | 16     |
| 4                    | 5  | Fernando Alonso     | Ferrari              | 1:39.144  | 1:37.987 | 1:37.534 | 19     |
| 5                    | 9  | Kimi Räikkönen      | Lotus-Renault        | 1:38.887  | 1:38.227 | 1:37.625 | 17     |
| 6                    | 6  | Felipe Massa        | Ferrari              | 1:38.937  | 1:38.253 | 1:37.884 | 16     |
| 7                    | 10 | Romain Grosjean     | Lotus-Renault        | 1:38.863  | 1:38.275 | 1:37.934 | 20     |
| 8                    | 12 | Nico Hülkenberg     | Force India-Mercedes | 1:38.981  | 1:38.428 | 1:38.266 | 18     |
| 9                    | 8  | Nico Rosberg        | Mercedes             | 1:38.999  | 1:38.417 | 1:38.361 | 17     |
| 10                   | 7  | Michael Schumacher  | Mercedes             | 1:38.808  | 1:38.436 | 1:38.513 | 18     |
| 11                   | 3  | Jenson Button       | McLaren-Mercedes     | 1:38.615  | 1:38.441 |          | 11     |
| 12                   | 15 | Sergio Pérez        | Sauber-Ferrari       | 1:38.630  | 1:38.460 |          | 13     |
| 13                   | 14 | Kamui Kobayashi     | Sauber-Ferrari       | 1:38.719  | 1:38.594 |          | 14     |
| 14                   | 11 | Paul di Resta       | Force India-Mercedes | 1:38.942  | 1:38.643 |          | 15     |
| 15                   | 18 | Pastor Maldonado    | Williams-Renault     | 1:39.024  | 1:38.725 |          | 16     |
| 16                   | 16 | Daniel Ricciardo1   | Toro Rosso-Ferrari   | 1:38.784  | 1:39.084 |          | 13     |
| 17                   | 17 | Jean-Éric Vergne    | Toro Rosso-Ferrari   | 1:38.774  | 1:39.340 |          | 14     |
| 18                   | 19 | Bruno Senna         | Williams-Renault     | 1:39.443  |          |          | 9      |
| 19                   | 21 | Vitaly Petrov       | Caterham-Renault     | 1:40.207  |          |          | 7      |
| 20                   | 20 | Heikki Kovalainen   | Caterham-Renault     | 1:40.333  |          |          | 10     |
| 21                   | 25 | Charles Pic2        | Marussia-Cosworth    | 1:41.317  |          |          | 8      |
| 22                   | 24 | Timo Glock          | Marussia-Cosworth    | 1:41.371  |          |          | 8      |
| 23                   | 22 | Pedro de la Rosa    | HRT-Cosworth         | 1:42.881  |          |          | 7      |
| 107% tempo: 1:45.082 |    |                     |                      |           |          |          |        |
| —                    | 23 | Narain Karthikeyan3 | HRT-Cosworth         | Sem tempo |          |          | 1      |
| Fonte:               |    |                     |                      |           |          |          |        |

Notas:
- ↑1  — Daniel Ricciardo perdeu 5 posições por ter trocado o câmbio.
- ↑2  — Charles Pic perdeu 10 posições por ter trocado o motor.
- ↑3  — Narain Karthikeyan não marcou tempo no treino classificatório, mas foi autorizado a largar.

### Corrida
| #      | Nº | Piloto             | Equipe               | Voltas | Tempo             | Grid | Pontos |
| 1      | 1  | Sebastian Vettel   | Red Bull-Renault     | 55     | 1:36:28.651       | 2    | 25     |
| 2      | 2  | Mark Webber        | Red Bull-Renault     | 55     | +8.231            | 1    | 18     |
| 3      | 5  | Fernando Alonso    | Ferrari              | 55     | +13.944           | 4    | 15     |
| 4      | 6  | Felipe Massa       | Ferrari              | 55     | +20.168           | 6    | 12     |
| 5      | 9  | Kimi Räikkönen     | Lotus-Renault        | 55     | +36.739           | 5    | 10     |
| 6      | 12 | Nico Hülkenberg    | Force India-Mercedes | 55     | +45.301           | 8    | 8      |
| 7      | 10 | Romain Grosjean    | Lotus-Renault        | 55     | +54.812           | 7    | 6      |
| 8      | 17 | Jean-Éric Vergne   | Toro Rosso-Ferrari   | 55     | +1:09.589         | 16   | 4      |
| 9      | 16 | Daniel Ricciardo   | Toro Rosso-Ferrari   | 55     | +1:11.787         | 21   | 2      |
| 10     | 4  | Lewis Hamilton     | McLaren-Mercedes     | 55     | +1:19.692         | 3    | 1      |
| 11     | 15 | Sergio Pérez       | Sauber-Ferrari       | 55     | +1:20.062         | 12   |        |
| 12     | 11 | Paul di Resta      | Force India-Mercedes | 55     | +1:24.448         | 14   |        |
| 13     | 7  | Michael Schumacher | Mercedes             | 55     | +1:29.241         | 10   |        |
| 14     | 18 | Pastor Maldonado   | Williams-Renault     | 55     | +1:34.924         | 15   |        |
| 15     | 19 | Bruno Senna        | Williams-Renault     | 55     | +1:36.902         | 17   |        |
| 16     | 21 | Vitaly Petrov      | Caterham-Renault     | 54     | +1 Volta          | 18   |        |
| 17     | 20 | Heikki Kovalainen  | Caterham-Renault     | 54     | +1 Volta          | 19   |        |
| 18     | 24 | Timo Glock         | Marussia-Cosworth    | 54     | +1 Volta          | 20   |        |
| 19     | 25 | Charles Pic        | Marussia-Cosworth    | 53     | +2 Voltas         | 24   |        |
| 20     | 23 | Narain Karthikeyan | HRT-Cosworth         | 53     | +2 Voltas         | 23   |        |
| Ret    | 22 | Pedro de la Rosa   | HRT-Cosworth         | 16     | Acelerador        | 22   |        |
| Ret    | 14 | Kamui Kobayashi    | Sauber-Ferrari       | 16     | Danos de acidente | 13   |        |
| Ret    | 8  | Nico Rosberg       | Mercedes             | 1      | Acidente          | 9    |        |
| Ret    | 3  | Jenson Button      | McLaren-Mercedes     | 1      | Acidente          | 11   |        |
| Fonte: |    |                    |                      |        |                   |      |        |

## Tabela do campeonato após a corrida
Observe que somente as cinco primeiras posições estão incluídas na tabela.
| 1      | 1 | Sebastian Vettel | 215 |
| 1      | 2 | Fernando Alonso  | 209 |
|        | 3 | Kimi Räikkönen   | 167 |
|        | 4 | Lewis Hamilton   | 153 |
|        | 5 | Mark Webber      | 152 |
| Fonte: |   |                  |     |

|        | 1 | Red Bull-Renault | 367 |
| 1      | 2 | Ferrari          | 290 |
| 1      | 3 | McLaren-Mercedes | 284 |
|        | 4 | Lotus-Renault    | 255 |
|        | 5 | Mercedes         | 136 |
| Fonte: |   |                  |     |